# Carlos I de Württemberg
Carlos I (Carlos Frederico Alexandre; em alemão: Karl Friedrich Alexander, König von Württemberg) (Estugarda, 6 de março de 1823 – Estugarda, 6 de outubro de 1891) foi o Rei de Württemberg de 1864 até sua morte. Era filho do rei Guilherme I e sua terceira esposa Paulina Teresa de Württemberg.

## Biografia
A 13 de julho de 1846, Carlos casou-se com a grã-duquesa Olga Nikolaevna da Rússia, filha do czar Nicolau I e da princesa Carlota da Prússia. Carlota era filha do rei Frederico Guilherme III da Prússia e da duquesa Luísa de Mecklemburgo-Strelitz e adoptou o nome de Alexandra Feodorovna quando se converteu à Igreja Ortodoxa. Carlos subiu ao trono de Württemberg após a morte do seu pai em 1864.
O casal não teve filhos, talvez devido ao facto de Carlos ser homossexual. Carlos foi protagonista de vários escândalos devido à proximidade que tinha com vários homens. O mais conhecido era o americano Charles Woodcock, um antigo camareiro a quem Carlos concedeu o título de barão Savage em 1888. Carlos e Charles tornaram-se inseparáveis, chegando mesmo a aparecer em público vestidos de forma idêntica. O escândalo que daí resultou forçou Carlos a desistir do seu favorito. Woodcock regressou à América e Carlos encontrou consolo alguns anos mais tarde junto do director técnico do teatro real, Wilhelm George.
Em 1870, Olga e Carlos adoptaram a sobrinha de Olga, a grã-duquesa Vera Constantinovna, filha do seu irmão, o grão-duque Constantino.
Com a liderança de Carlos, Württemberg foi integrado no Império Alemão em 1871.
Carlos morreu sem filhos em Estugarda a 6 de Outubro de 1891 e foi sucedido como rei de Württemberg pelo seu sobrinho agnático, o rei Guilherme II de Württemberg, filho da sua irmã Catarina. O corpo de Carlos encontra-se enterrado junto ao da sua esposa no Velho Castelo em Estugarda.

## Genealogia
| Catarina Frederica de Württemberg | Pai: Guilherme I de Württemberg    | Avô paterno: Frederico I de Württemberg        | Bisavô paterno: Frederico II Eugénio, Duque de Württemberg                 |
| Catarina Frederica de Württemberg | Pai: Guilherme I de Württemberg    | Avô paterno: Frederico I de Württemberg        | Bisavó paterna: Frederica de Brandemburgo-Schwedt                          |
| Catarina Frederica de Württemberg | Pai: Guilherme I de Württemberg    | Avó paterna: Augusta de Brunsvique-Volfembutel | Bisavô paterno: Carlos Guilherme Fernando, Duque de Brunsvique-Volfembutel |
| Catarina Frederica de Württemberg | Pai: Guilherme I de Württemberg    | Avó paterna: Augusta de Brunsvique-Volfembutel | Bisavó paterna: Augusta da Grã-Bretanha                                    |
| Catarina Frederica de Württemberg | Mãe: Paulina Teresa de Württemberg | Avô materno: Luís, Duque de Württemberg        | Bisavô materno: Frederico II Eugénio, Duque de Württemberg                 |
| Catarina Frederica de Württemberg | Mãe: Paulina Teresa de Württemberg | Avô materno: Luís, Duque de Württemberg        | Bisavó materna: Frederica de Brandemburgo-Schwedt                          |
| Catarina Frederica de Württemberg | Mãe: Paulina Teresa de Württemberg | Avó materna: Henriqueta de Nassau-Weilburg     | Bisavô materno: Carlos Cristiano, Príncipe de Nassau-Weilburg              |
| Catarina Frederica de Württemberg | Mãe: Paulina Teresa de Württemberg | Avó materna: Henriqueta de Nassau-Weilburg     | Bisavó materna: Carolina de Orange-Nassau                                  |